# Łabowa
Łabowa est une localité polonaise, siège de la gmina de Łabowa, située dans le powiat de Nowy Sącz en voïvodie de Petite-Pologne.